# Ионова, Любовь Макаровна
Любовь Макаровна Ионова — советский хозяйственный и государственный деятель, лауреат Государственной премии СССР за выдающиеся достижения в труде.

## Биография
Родилась в 1940 году. Член КПСС.
В 1955—1991 — вязальщица чулочной фабрики имени Баумана чулочно-носочного производственного объединения.
За большой личный вклад в увеличение выпуска и улучшение качества товаров народного потребления была в составе коллектива удостоена Государственной премии СССР за выдающиеся достижения в труде 1985 года.
Делегат XXV съезда КПСС и XIX партийной конференции КПСС.
Жила в Москве.

## Награды
- Орден Октябрьской Революции (16.01.1981)
- Орден Трудовой Славы III степени